# Huntington Woods
Huntington Woods – miasto w Stanach Zjednoczonych, w stanie Michigan, w hrabstwie Oakland.